# Federico Serra (rugby à XV)
Pour les articles homonymes, voir Federico Serra.
Pas d'image ? Cliquez ici

a Compétitions nationales et continentales officielles uniquement.

b Matchs officiels uniquement.
Dernière mise à jour le 26 novembre 2024.
Federico Serra Mirás, né le 3 octobre 1979 à Buenos Aires (Argentine), est un joueur de rugby à XV international argentin, évoluant au poste d'arrière.

## Biographie
Federico Serra joue toute sa carrière en club au niveau amateur avec le San Isidro Club. En décembre 2006, il remporte avec son club le championnat national des clubs. Il inscrit 23 points en finale. 
Federico Serra connaît 10 sélections internationales en équipe d'Argentine, il fait ses débuts le 30 avril 2003 contre l'équipe du Chili : victoire 49-3 à Montevideo. 
Il fait partie du groupe argentin retenu pour disputer la Coupe du monde 2007 en France, et en est un des seuls joueur amateur avec  Horacio Agulla. Dans l'ombre d'Ignacio Corleto, il ne joue qu'une seule rencontre, lors de la phase de poule face à la Namibie.

## Palmarès
- Vainqueur du Nacional de Clubes en 2006 et 2008.

## Statistiques en équipe nationale
- 10 sélections en équipe d'Argentine
- Nombre de sélections par année : 1 en 2003, 1 en 2005, 3 en 2006, 4 en 2007, 1 en 2008.
- Participation à la Coupe du monde : 2007 (1 match).